# Ramsundsberget
Ramsundsberget er en klippeflade i Södermanland med runeindskrifter og helleristninger.
Indskriften er udført for fru Sigrid til minde om hendes husbond Holmger. Ved siden af findes en stor billedserie fra Vølsungesagaen: Sigurd, der dræber dragen Fafner, steger dens hjerte, fuglene i træet og Grane med byrde på ryggen, dværgen Regin som dræbt og hans smedeværktøj. Endvidere et dyr, som menes at være den dræbte odder, hvis skind Odin, Høner og Loke måtte dække med guld. En lignende lidt yngre og mindre tydelig fremstilling findes på Gökstenen i samme landsdel.